# Beatmania BEST HITS
beatmania BEST HITS es un videojuego de género musical derivado de la serie beatmania, creado por BEMANI siendo estrenado a mediados del año 2000. Como lo dice el título, es una compilación de las mejores canciones de cinco videojuegos de beatmania: beatmania/beatmania APPEND YebisuMIX, beatmania APPEND 3rdMIX,  beatmania APPEND 4thMIX, beatmania APPEND 5thMIX y beatmania APPEND GOTTAMIX. Fue exclusivo para consola, y tiene un total de 46 canciones.

## Modos de juego
- Normal: Es el único modo estándar. Las canciones tienen dificultades variadas, de fácil a difícil, y se basa en el sistema de estrellas. Cuatro canciones por ronda.
- Expert: El jugador escoge cualquiera de los courses, las cuales están compuestas de cinco canciones cada una. El jugador debe completar todo un course evitando que su barra de energía se agote por completo.